# وليد يونس أحمد
وليد يونس أحمد هو صحفي تلفزيوني عراقي وُلِد في زاخو، وقد احتُجز دون محاكمة لمدة 11 عامًا عقب اعتقاله في أربيل، عاصمة إقليم كردستان، في 6 فبراير 2000. وفي مارس 2011، حُكم عليه بالسجن خمس سنوات إضافية.

## خلفية
قبل اعتقاله، كان وليد يونس احمد، الذي ينتمي عِرقيًا إلى التركمان، يعمل منظّم برامج ومترجمًا لإحدى محطات الإذاعة والتلفزيون، وكان يُقدّم تقاريره باللغات الكردية والعربية والتركمانية. وذكرت منظمة العفو الدولية أن هذه المحطة ربما كانت مرتبطة بحزب الحركة الإسلامية في كردستان العراق المعارض.
أفاد وليد أنه في يوم اعتقاله، استقل سيارة شخص آخر بعد حضوره اجتماعًا للحركة الإسلامية، حيث أوقف رجال الشرطة السيارة وفتشوها على الفور. وذكر الضباط أنهم عثروا على مواد متفجرة واعتقلوا وليد في الحال. ومن ثم، احتُجز وليد لمدة عشر سنوات دون توجيه تهمة أو إجراء محاكمة؛ وخلال السنوات الثلاث الأولى، لم تكن عائلته على علم بمكان احتجازه. وذكرت أسرته، بعد زيارة له في عام 2008، أنهم وجدوه في صحة متدهورة نتيجة إضراب عن الطعام خاضه مؤخرًا. ويزعم وليد أنه تعرض للتعذيب خلال هذه الفترة على يد قوات الأمن.

## التهم والمحاكمة
بحسب ما ورد عن المخبرين السريين، كان وليد يونس احمد مرتبطًا بمتفجرات عُثِر عليها في دهوك عام 2009، على الرغم من أنه كان محتجزًا منذ تسع سنوات آنذاك. وفي يناير 2011، وُجّهت إليه تهم رسمية، وفي مارس من العام نفسه، أُدين بالتهم الموجهة إليه.
وتزعم منظمة العفو الدولية أنه لم يحظَ بمحاكمة عادلة، وأن التهم فُبِركت لتبرير فترة احتجازه الطويلة. وقد صنّفت المنظمة قضيته على أنها قضية ذات أولوية، ودعت إلى الإفراج الفوري عنه.